# Fala de Xàlima
La fala de Xàlima o fala d'Extremadura és una varietat lingüística del galaicoportuguès emprada per vora 10.500 persones a la part més occidental de la província de Càceres, a Espanya, al costat de la frontera amb Portugal.
És utilitzada dins una àrea coneguda com a vall de Xàlima o vall del riu Ellas, al nord-oest de la província de Càceres, a la regió espanyola d'Extremadura. Va ser declarada bé d'interès cultural per la Junta d'Extremadura el 20 de març del 2001.
És coneguda també com a gallec d'Extremadura.
Tradicionalment, no hi ha pas un nom únic que comprengui les tres variants que es parlen en cadascun dels tres pobles de la vall. Els noms populars són:
- Mañego, a San Martín de Trebello
- Valverdeiro, a Valverde do Fresno
- Lagarteiro, a As Ellas.

Segons qualcuns filòlegs, hi ha una forta relació entre aquestes parles i els dialectes portuguesos parlats al poble de Sabugal, a Portugal.

## Parlants
A la vall hi han uns 5.000 parlants d'aquestes tres variants. A causa de l'emigració, hi ha vora 3.000 nadius de la regió qui hi viuen fora i mantenen l'ús familiar de la llengua. Tornen a l'estiu, reforçant la vitalitat de la parla.
La fala és la llengua habitual de la població, amb l'excepció dels funcionaris de l'estat, de la policia i d'altres persones vingudes de fora de la vall. No hi ha pèrdua lingüística en les generacions més joves, encara que es podria dir que Valverde és el poble més castellanitzat. A partir del 1960, el nombre de castellanismes en la llengua parlada va augmentar de manera progressiva a causa de l'escola, el servei militar i els mitjans de comunicació.

## Estudis
Les primeres referències filològiques conegudes sobre la fala van ser realitzades per Fritz Krüger, el 1925, i per Otto Fink, el 1929, quan van estudiar el castellà dialectal de la zona. José Leite de Vasconcelos va realitzar una altra investigació, entre el 1929 i el 1933, en la qual mostrava fenòmens que mai no es van registrar en els estudis següents, que l'aproximava al portuguès, i fou llavors opinió unànime que es tractava d'un dialecte del portuguès.
El primer investigador que es va referir a la fala com d'origen gallec, comparant-la amb els furs de Castelo-Rodrigo (1209) i relacionant-la amb la possible arribada de pobladors gallecs a la zona als segles xii i xiii va ser Luís F. Lindley Cintra, el 1959: La parla fonamentalment gallega, però amb lleonesismes, de Castelo Rodrigo i Riba-Coa al s. XIII, la parla també essencialment gallega de la regió de Xalma, no són res més, segons crec, que parles d'estos nuclis de repobladors gallecs tan freqüentment recordats per la toponímia. Clarinda de Azevedo també es refereix a esta repoblació, afirmant la seua relació amb un galaicoportugués arcaic i, per tant, amb més proximitat amb el gallec actual. José Luis Martín Galindo va creure que les fales són anteriors a una possible repoblació gallega, però esta tesi no va aconseguir gaires partidaris.
Xosé Henrique Costas González afirma als seus estudis la galleguitat d'estes parles, establint-ne l'origen en la repoblació per gallecs als segles xii i xiii i la interferència de lleonesismes a causa d'un llarg contacte amb el lleonès. L'existència de mots gallecs a la serra de Gata i al sud-oest de Salamanca podria indicar que l'extensió de la fala a l'edat mitjana hauria estat més gran que en l'actualitat. Frías Conde també es mostra partidari de la galleguitat de les parles. José Enrique Gargallo Gil parla d'un gallecportugués fronterer i arcaïtzant, tot admetent una vinculació més forta amb el gallec que amb el portuguès. Juan Manuel Carrasco González classifica la fala com la tercera varietat del gallecportugués.
L'any 1999 es va celebrar un congrés sobre la fala, amb la intervenció dels principals investigadors.

## Enquestes sociolingüístiques
El 1992, una enquesta duta a terme per José Enrique Gargallo Gil (professor de la Universitat de Barcelona) a alguns parlants de la fala va revelar les següents dades en relació amb l'ús del castellà al si familiar:
- 4 dels 29 entrevistats de San Martín de Trebello usen el castellà quan parlen amb la família.
- A As Ellas, el nombre decreix a tot just 3 en 54 entrevistats.
- A Valverde do Fresno, 25 de 125 entrevistats usen el castellà en est context.

El 1994, un nou estudi indica que el 80% dels entrevistats va aprendre a parlar castellà a l'escola, i els percentatge d'ús de la fala en la família són els següents:
- 100% dels pares d'As Ellas afirmen que parlen la llengua autòctona quan conversen amb els seus fills.
- 85% a San Martín de Trebello.
- 73% a Valverde do Fresno.